# Zentrale Stelle Verpackungsregister
Die Zentrale Stelle Verpackungsregister (ZSVR) ist eine Stiftung des privaten Rechts, die gemäß § 24 des Verpackungsgesetzes seit dem 1. Januar 2019 u. a. als beliehene Behörde mit hoheitlichen Aufgaben agiert. Sie wurde Mitte 2017 gegründet.
Die ZSVR hat zum Ziel, eine transparente und faire Verteilung der Kosten des Entsorgungs- und Recyclingsystems der gelben Tonnen/gelben Säcke (Duales System) im Markt zu etablieren. Jeder gewerbsmäßige Erstinverkehrbringer von befüllten Verkaufs- und Umverpackungen sowie Transportverpackungen, die typischerweise beim Endverbraucher oder den sogenannten gleichgestellten Anfallstellen zur Entsorgung anfallen, muss seit dem 1. Januar 2019 im Verpackungsregister LUCID der ZSVR mit seinen Stammdaten und den durch ihn vertriebenen Marken registriert sein, auch bei geringen Verpackungsmengen. Daneben müssen Verpackungen im Rahmen der Produktverantwortung unverändert zur Entsorgung bei einem oder mehreren dualen Systemen beteiligt sein.

## Ziele
Das Ziel der Zentralen Stelle ist die Weiterentwicklung der Produktverantwortung entsprechend dem Verpackungsgesetz. Als beliehene Behörde soll die ZSVR ab Januar 2019 Transparenz über Mengen und Entsorgungswege der in Deutschland an den Endverbraucher abgegebenen Verpackungen herstellen und eine ordnungsgemäße sowie faire Verteilung der Entsorgungs- und Recyclingkosten sicherstellen. Produkte, Stoffe und Ressourcen sollen im Wirtschaftskreislauf gehalten und ein ökologisches, recyclinggerechteres Design von Verpackungen zur Einhaltung der gesetzlich definierten deutlich höheren Recyclingquoten unterstützt werden. Künftig sollen diejenigen Verpackungen finanziell bessergestellt werden, die einem Mindeststandard zum recyclinggerechten Design entsprechen, Rezyklate oder nachwachsende Rohstoffe enthalten.

## Aufgaben
Die Aufgaben der Zentralen Stelle sind durch § 26 des Verpackungsgesetzes im Einzelnen abschließend normiert. Es besteht eine Gliederung in drei Aufgabenbereiche: öffentlich-rechtlicher Bereich inkl. verwaltungstechnischem Bereich sowie dem privatrechtlicher Bereich der Stiftung. Die Aufgabenaufzählung in § 26 des Verpackungsgesetzes ist abschließend, die ZSVR darf keine weiteren Aufgaben übernehmen.

### Hoheitliche Aufgaben
Zu den Aufgaben im öffentlich-rechtlichen Bereich der Behörde zählt gemäß § 26 Abs. 1 S. 2 VerpackG ab dem 1. Januar 2019 der Betrieb eines Verpackungsregisters, in dem alle Hersteller gelistet sind, die in Deutschland Verkaufs- und Umverpackungen erstmals in Verkehr bringen und an den privaten Endverbraucher sowie gleichgestellte Anfallstellen (z. B. Handwerk, Gastronomie, Krankenhäuser und Freizeitbereich) abgeben. Im Register namens LUCID sind die gelisteten Hersteller- und Markennamen öffentlich. Der Name des Registers steht für die angestrebte Transparenz.
Darüber hinaus obliegt der ZSVR auf der Grundlage des Verpackungsgesetzes das Recht, Verpackungen danach einzustufen, ob sie im System gelbe Tonne/gelber Sack typischerweise entsorgt werden und damit an einem System beteiligungspflichtig sind. Hierzu veröffentlicht die ZSVR einen ständig fortgeschriebenen Katalog, der Verpackungen nach Packmittel, Füllgröße oder weiteren sachgerechten Kriterien als systembeteiligungspflichtig oder nicht kategorisiert. Die aktuelle Version wurde im Herbst 2020 veröffentlicht, bis 8. September 2021 läuft die Konsultationsverfahren zur nächsten Weiterentwicklung.[veraltet]
Zu den weiteren Aufgaben gehört gemäß § 26 des Verpackungsgesetzes die Entgegennahme und Überprüfung der Datenmeldungen der Hersteller und Systeme. Die von den gesetzlich verpflichteten Unternehmen gemeldeten Mengen an Verpackungen aus allen Materialien werden in einer gesicherten und dem Kartellrecht/Datenschutz und weiteren Anforderungen an die Informationssicherheit geschützten Datenbank erfasst. Damit ist die ZSVR für die Überwachung der Systembeteiligung durch die Hersteller zuständig. Zur Registrierung hat die ZSVR das Verpackungsregister LUCID aufgebaut. Hinzu treten Aufgaben wie die Berechnung der Marktanteile der Systeme, der Erlass von Richtlinien sowie die jährliche Veröffentlichung eines Mindeststandards zur Bemessung der Recyclingfähigkeit systembeteiligungspflichtiger Verpackungen.
Auflistung der Aufgaben in Stichpunkten:
- Register für Hersteller (Nr. 1–3)
- Datenbank für Verpackungsdaten von Herstellern und Systemen (Nr. 4–8, 10 anteilig, 24)
- Marktanteilsberechnungen für die Systeme und Branchenlösungen (Nr. 10 anteilig, 11, 14, 16, 17)
- Standards für die Bemessung der Recyclingfähigkeit von Verpackungen (im Einvernehmen mit dem Umweltbundesamt) (Nr. 12, 13)
- Prüfung von Branchenlösungen (Nr. 20)
- Setzung von Standards im Hinblick auf die Systembeteiligungspflicht von Verpackungen, Mehrweg, Pfandpflicht usw. (Nr. 19, 25, 26, 27, 28)
- Sachverständigenregister, Prüfung von Mengenstromnachweisen und Verwertungsquoten sowie Prüfleitlinien (Nr. 9, 29, 30)

Um die Überwachungs- und Kontrollaufgaben der ZSVR zu stärken, wurde eine Novelle des Verpackungsgesetzes beschlossen, die am 3. Juli 2021 in Kraft getreten ist. Zu den geschärften Regelungen gehört die Verpflichtung der Betreiber von Online-Marktplätzen, die Einhaltung des Verpackungsgesetzes auf ihren Plattformen zu kontrollieren. Auch einige inhaltliche Änderungen am Verpackungsregister LUCID wurden vorgenommen.

### Verwaltungstechnische Aufgaben
Im verwaltungsrechtlichen Teil (auch öffentlich-rechtlich) der Zentralen Stelle ist mit den Möglichkeiten der Einsichtnahme und Information der Bundes- und Landesbehörden die Schnittstelle Vollzug (Nr. 22, 23) geregelt sowie die Finanzierung der ZSVR (Nr. 15, 18, 21). Deshalb müssen die Arbeitsroutinen zwischen der ZSVR und den entsprechenden Behörden effizient ausgestaltet sein.
Diese reinen Verwaltungsaufgaben sind wegen der angestrebten Transparenz für einen effizienten Vollzug sowie für das Funktionieren der Stiftung und damit für die Erreichung der Ziele des Verpackungsgesetzes erforderlich.

### Privatrechtliche Aufgaben
Die privatrechtlichen Aufgaben der ZSVR schaffen notwendige ergänzende Kompetenzen, um die hoheitlichen Aufgaben des öffentlich-rechtlichen Bereichs der ZSVR umzusetzen. Konkret geht es in diesem Bereich bspw. um die Einrichtung des Registers und der Datenbank, den Zugang zum Ausschreibungsportal der Systeme, der Realisierung von Finanzierungsvereinbarungen mit den Systemen und Branchenlösungen sowie den Aufbau von Kommunikationsprozessen zur Information der durch das Gesetz Verpflichteten und der Öffentlichkeit.
Auflistung der Aufgaben in Stichpunkten:
- Einrichtung des Registers und der Datenbank (Nr. 1)
- Zugang zum Ausschreibungsportal der Systeme (Nr. 2)
- Finanzierungsvereinanbarungen inkl. Möglichkeit der Kündigung (Nr. 3, 4)
- Informations- und Vertiefungsveranstaltungen für Sachverständige (Nr. 5)
- Austausch mit anderen Behörden und Stellen in angemessenem Umfang (Nr. 6)
- Information von Verpflichteten und Öffentlichkeit im Aufgabenbereich (Nr. 7)

## Aufbau
Die Organisationsstruktur der ZSVR sieht drei Ebenen vor:
Auf der höchsten Ebene ist die Aufsicht angesiedelt, die vom Umweltbundesamt als Fach- und Rechtsaufsicht, dem Bundesrechnungshof und in Teilen vom Bundeskartellamt geleistet wird. Die nächste Kontrollebene liegt beim Kuratorium, welches die Leitlinien der Geschäftstätigkeit festlegt, den Wirtschaftsplan genehmigt und den Vorstand bestellt und entlastet. Sowohl das Kuratorium als auch der Vorstand werden bei der Erfüllung ihrer Aufgaben durch den Verwaltungsrat beraten.
Die operative Ebene umfasst den Vorstand und die Verwaltung. Hier ist die eigentliche Behörde angesiedelt, die operativ die Aufgaben des Verpackungsgesetzes umsetzt. Dies unterliegt den Vorgaben des Verwaltungsrechts, des Vergaberechts und anderen öffentlich-rechtlichen Vorgaben.
Im Hinblick auf die Ziele des Gesetzes hat der Gesetzgeber für die Stiftung noch einen Beirat vorgesehen, der jedoch außerhalb des Aufgabenbereichs der Stiftung liegt und nur von der Stiftung administriert wird. Der Beirat erarbeitet eigenverantwortlich Empfehlungen zur Verbesserung des Prozesses der Sammlung, Sortierung und Verwertung wertstoffhaltiger Abfälle. Dies umfasst die Qualitätssicherung genauso wie die Bearbeitung von Fragen besonderer Bedeutung für die Zusammenarbeit von Kommunen und Systemen.
Auf der dritten Ebene können bei Bedarf und mit Zustimmung des Kuratoriums zeitlich befristete Expertenkreise eingerichtet werden, die die ZSVR fachlich beraten. Rechtliche Einordnungen oder Entscheidungen dürfen diese Expertenkreise nicht treffen. Sie sind als Ergänzung zu den Konsultationsverfahren gedacht, die zu allen Standards und Leitlinien durchgeführt werden, sodass alle betroffenen Akteure sich einbringen können. Die Umsetzung der Aufgaben z. B. in Form von Verwaltungsakten unterliegt der gerichtlichen Überprüfung.

## Stifter
Die vier Stifter sind:
- Bundesvereinigung der deutschen Ernährungsindustrie (BVE)
- Handelsverband Deutschland (HDE)
- Industrievereinigung Kunststoffverpackungen (IK)
- Markenverband

## Vorstand
Die Juristin Gunda Rachut wurde im Juni 2017 von den Stifterverbänden zum Vorstand der neu gegründeten Stiftung Zentrale Stelle Verpackungsregister bestellt und leitet seitdem den Aufbau und operativen Betrieb. Der Vorstand stellt die gerichtliche und außergerichtliche Vertretung der Stiftung dar.

## Finanzierung
Die Finanzierung der Zentralen Stelle erfolgt gem. § 25 des Verpackungsgesetzes durch die Systeme und Branchenlösungen. Diese müssen die geprüften und genehmigten Kosten über eine Umlage refinanzieren. Die Registrierung, Datenmeldungen und alle damit zusammenhängenden Tätigkeiten der ZSVR sind für die Hersteller/Erstinverkehrbringer kostenfrei. Da die Verwendung nahezu aller üblichen Verkaufs-, Service- , Versand- und Umverpackungen auch bei Teilahme am Recycling des Dualen Systems eine Systembeteilgungspflicht nach sich zieht, erfordert dies einen kostenpflichtigen Vertrag mit einem Systembetreiber.

## Aufsicht
Die Rechts- und Fachaufsicht über die Zentrale Stelle liegt beim Umweltbundesamt. Die Kontrolle der Haushalts- und Wirtschaftsführung obliegt dem Bundesrechnungshof. Die Überprüfung des Handelns der ZSVR hinsichtlich kartellrechtlicher Fragen (dies umfasst auch den Umgang mit den wettbewerbsrelevanten Daten) ist beim Bundeskartellamt angesiedelt.